# Edith Tudor-Hart
Edith Tudor-Hart, de soltera Suschitzky, (Viena, 28 de agosto de 1908–Brighton, 12 de mayo de 1973) fue una fotógrafa austríaca-británica y espía de la KGB. Criada en una familia de socialistas, se formó en fotografía en la Escuela de la Bauhaus y utilizó su arte para manifestar sus ideales políticos antifascistas y comunistas. También reclutó a espías británicos para la red Los cinco de Cambridge que trabajó para la Unión Soviética hasta 1960.

## Trayectoria
Hija de Adele Suschitzky y de Wilhelm Suschitzky (1877-1934) un socialdemócrata que nació en la comunidad judía de Viena, pero que renunció al judaísmo y se convirtió en ateo. Su padre abrió la primera librería socialdemócrata en Viena, que luego se convirtió en una editorial.
Nació en Viena en 1908, y tuvo un hermano menor, Wolfgang Suschitzky. A los 16 años se formó durante tres meses en Londres con Maria Montessori, como profesora en el método Montessori. De regreso a Viena, ejerció de maestra en un preescolar. En 1926, conoció y se enamoró del espía de la KGB Arnold Deutsch, que trabajaba en el departamento de enlace de la Internacional comunista.
Estudió artes visuales en la escuela «die Graphische» de Viena, y en 1928 fotografía en la Bauhaus de Walter Gropius en Dessau. Más tarde trabajó en Viena tomando fotografías en lugares de clase trabajadora, formando parte del movimiento Retrato de la clase obrera. Como activista antifascista y comunista usó la fotografía como una herramienta para difundir sus ideas políticas. Tudor-Hart influenció a su hermano Wolfgang en su decisión de seguir una carrera artística en lugar de una científica, convirtiéndose en un conocido fotógrafo y director de fotografía en Gran Bretaña.
Perteneció al Partido Comunista de Gran Bretaña (CPGB), al Partido Comunista de Austria y la policía secreta soviética OGPU. Mientras trabajaba como fotógrafa también actuó como mensajera de la KGB sin remuneración. Su nombre en clave era «Edith» y fue una persona de interés para los departamentos de inteligencia por sus actividades de espionaje. Fue puesta bajo vigilancia por el departamento de inteligencia británico en octubre de 1931, cuando la observaron asistiendo a una manifestación en la Trafalgar Square de Londres, y fue expulsada de Inglaterra por su conexión con el Partido Comunista de Gran Bretaña. Regresó a Viena y fue contratada por la agencia de noticias soviética TASS, como fotógrafa y corresponsal en Austria.
En 1933, tras la disolución del Parlamento Austriaco y la avanzada al poder del austrofascimo liderado por el partido Frente Patriótico de Engelbert Dollfuss, comenzó la persecución política y arresto de los comunistas. El 26 de mayo Tudor-Hart fue detenida bajo el cargo de espionaje y se le confiscó material fotográfico que fue destruido. Se casó con el médico Alexander Tudor-Hart en la embajada británica y en octubre, se exilió en Londres para evitar el enjuiciamiento y la persecución en Austria por sus actividades comunistas y su origen judío. Mientras su esposo ejercía como médico en Rhondda en Gales del Sur, Tudor-Hart comenzó a hacer fotografías para The Listener, The Social Scene y Design Today, tratando temas como los refugiados de la Guerra civil española y el declive industrial en el noreste de Inglaterra.
Tudor-Hart jugó un papel decisivo en el reclutamiento de miembros para la red de espías Los cinco de Cambridge, grupo que trabajó para la Unión Soviética y perjudicó a la inteligencia británica desde la Segunda Guerra Mundial hasta su descubrimiento a finales de la década de 1960. Desde 1934, se hizo amiga de la espía soviética Litzi Friedmann, esposa del también espía, Kim Philby. Tudor-Hart había identificado en Viena a Philby como un potencial agente comunista, por su simpatía con los socialdemócratas que libraron una guerra civil contra el gobierno de Dollfuss. Luego de comprobar su perfil con la clandestinidad austríaca y la NKVD, se lo presentó a «Otto», el nombre en clave de Deutsch, así Philby se convirtió en uno de los miembros de Los cinco de Cambridge. También ayudó a reclutar a Arthur Wynn.
En 1936, fundó junto a su esposo el Spanish Medical Aid Committee, para recaudar fondos en apoyo de las Brigadas Internacionales, que a través del Relief Committee for Victims of Fascism, y de la productora cinematográfica Progressive Film Institute, otorgaron financiación a su amiga, la fotógrafa sudafricana Vera Elkan, para viajar a España con el propósito de filmar y dirigir el cortometraje propagandístico The Internacional Brigade, y de fotografiar sus actividades durante la guerra civil española. Este mismo año se separó de su marido y sufrió una crisis nerviosa.
En 1937, su rol dentro de la organización de espionaje se hizo temporalmente más importante cuando Deutsch recibió la orden de volver a la Unión Soviética por los Juicios de Moscú. En 1938–39, Guy Burgess la utilizó para ponerse en contacto con la inteligencia rusa en París. También sirvió de intermediaria para Anthony Blunt y Bob Stewart cuando la embajada soviética en Londres suspendió las operaciones de espionaje en febrero de 1940.
Tudor-Hart tuvo un hijo, Tommy, que a los 5 años fue diagnosticado con autismo y esquizofrenia. Las enfermedades de su hijo hicieron que durante la década de 1940 estuviera dedicada a su cuidado, hasta que finalmente lo dejó internado en un centro de salud. Esta situación posiblemente influyó en su fotografía, porque desde finales de la década de 1930, se concentró en las necesidades sociales, como las políticas de vivienda y el cuidado de los niños discapacitados.
A principios de la década de 1950, recibió un encargo fotográfico del Ministerio de Educación británico, sobre el tema de la educación preescolar que fue publicado en dos volúmenes, uno en 1952, Physical Education in the Primary School: Moving and growing, Part One, y el otro en 1953, Physical Education in the Primary School: Planning the programme. Part two.
Fue interrogada en 1952 por la oficina del servicio secreto británico MI5 y por razones de seguridad le prohibieron seguir con su trabajo como fotógrafa. Para evitar nuevos interrogatorios quemó los negativos. Más tarde, abrió una tienda de antigüedades en Brighton, ciudad en la que murió de cáncer de estómago, el 12 de mayo de 1973, con 64 años.

## Reconocimientos
Años después de su muerte su obra fue reconocida y exhibida en diferentes museos de Europa. En 2011 el Museo Nacional Centro de Arte Reina Sofía de Madrid, organizó una exposición retrospectiva sobre el movimiento de la fotografía obrera, Una luz dura, sin compasión. El movimiento de la fotografía obrera (1926-1939) en la que entre otros muchos fotógrafos de ese período se exhibió la obra de Tudor-Hart.
En 2012, la Galería Nacional de Escocia reconstruyó su obra fotográfica y expuso en 2013, la retrospectiva Edith Tudor-Hart | In the Shadow of Tyranny. El Museo de Viena realizó la exposición Edith Tudor-Hart: Im Schatten der diktaturen de septiembre de 2013 a enero de 2014. Peter Stephan Jungk, el hijo de su prima, escribió y dirigió el documental, Tracking Edith basado en la vida de Tudor-Hart, que fue estrenado en 2016 y tiene una duración de 90 minutos.
En 2019, el Tate dedicó una exhibición de su obra y la de su hermano Wolfgang. La galería y editorial fotográfica Fotohof, ubicada en Salzburgo, organizó en 2020 una exposición dedicada a su fotografía del período de 1941 a 1952.